# گئورگ ویتیگ
گئورگ ویتیگ (به آلمانی: Georg Friedrich Karl Wittig) ‏(۱۶ ژوئن ۱۸۹۷–۲۶ اوت ۱۹۸۷)، شیمیدان آلمانی بود که «برای مطالعات بنیادی دربارهٔ بیو شیمی اسیدهای نوکلئیک به خصوص DNA دوباره ترکیب کننده»
موفق به دریافت جایزه نوبل شیمی شد.